# Венедикт Византийски
Венедикт Попов(ич) Византийски (на гръцки: Βενέδικτος, Венедиктос) е гръцки духовник, митрополит на Вселенската патриаршия.

## Биография

### Ранни години
Носи прякора Византийски (Βυζάντιος, Византиос), което означава, че е роден в Цариград. Друг негов прякор е Пафлагониец, а самият той пред българи разказва, че е българин от Одрин с фамилията Попов.
През октомври 1842 година е избран за нишки митрополит. В 1845 година подава оставка.

### Видински митрополит
На 14 ноември 1846 година Венедикт Византийски е избран за митрополит на Видинската епархия. Във Видин Венедикт се сприятелява с новия видински управител Мехмед Зия паша и използва това за финансово ограбване на епархията. По-късно видинчани посочват и зулмите на митрополита, освен турските като причина за въстанието в 1850 година. По време на въстанието Венедикт Видински играе предателска роля по отношение на въстаналите. Българите поставят искане пред пристигналия да проучи причината за въстанието Риза паша и за „народно духовенство, говорещо езика им, вместо гърци владици и свещеници, които не знаят дума българска, но които разбират езика на парите“. В края на годината специална делегация заминава за Цариград, за да изложи пред Портата злодеянията на Венедикт и да поиска замяната му със Стефан Ковачевич, както и на владиците да се дадат твърди заплати – искане, което Портата подкрепила.
Венедикт от своя страна се опитва да клевети българите пред властите, като се възползва от размирното време. В доклад от 19 април 1851 година Емануил фон Рьослер пише на княз Феликс фон Шварценберг във Виена:
| „ | Към тази бъркотия се присъединява сега и един четвърти смущаващ елемент, който ми се струва най-опасен. Това е намиращият все във Видин гръцки митрополит, който, използвайки разногласието между турските големци, усърдно и силно разпалва огъня на раздора. Той умее да обрисува така добре на лековерните турци революционните планове и проекти на българските християни, че те нямат какво да направят по-бързо, освен да наредят да бъдат арестувани всички лица, които митрополитът посочва като опасни. | “ |

По вина на Венедикт са арестувани 19 души българи, осъдени и изпратени в Цариград. След като обаче местните българи издействат анкета, анкетьорът на Портата Мехмед Шехиб ефенди заключава, че осъдените са невинни, а виновен е владиката. През февруари 1852 година подава оставка и напуска Видин.

### Пелагонийски митрополит
Оглавява Пелагонийската епархия от 1853 до 1869 година. Там срещу него се води открита борба от страна на българите в Битоля, начело с Йордан Хаджиконстантинов Джинот. Митрополит Венедикт успява да го отстрани – Джинот първоначално е изпратен във Велес, а след това е заточен в Мала Азия. Отношенията между българите в епархията и Венедикт се влошават още повече с арестуването на братя Миладинови. Венедикт по всякакъв начин се бори с българщината в епархията си и в 1864 година се стига до открит конфликт между българите и митрополита.
На 16 април 1865 година Венедикт пристига в Цариград като член на Светия синод. През есента на 1865 година българските първенци в града изпращат в Пелагонийската митрополия искане за българско училище, но то остава неизпълнено. Руският консул Николай Якубовски моли посланика в Цариград граф Николай Игнатиев да се застъпи за българските искания в Битоля, като обърне внимане на патриарх Софроний III Константинополски и на митрополит Венедикт Пелагонийски, който по това време е в столицата, за необходимостта тези искания да се удовлетворят. И преди Коледа на 1865 година в централното гръцко учлище в Битоля е открита „катедра за български език“, като за български учител е назначен Йован Жинзифов.
Постепенно митрополит Венедикт Пелагонийски влиза в конфликт с влашките гъркомански първенци, който работят за отстраняването му, и започва да търси подкрепа от българите. Затова ръкополага за свещеник българина Георги и позволява са се въведе църковнославянския език в богослужението и да се открият български училища за момчета и момичета. През октомври 1868 година българите провеждат събрание, на което решават да изберат свои епитропи на храма „Света Неделя“.
В 1868 година битолчани сформират българска община. Българска община има и във втория главен град на епархията – Прилеп. В същата 1868 година прилепчани се отказват официално от Цариградската патриаршия, настоявайки да им бъде изпратен български митрополит. Желанието на българите не е удовлетворено, а отговорът на Патриаршията е предаден на Венедикт, за да го прочете по време на служба. Венедикт пристига в Прилеп на 25 февруари в същата година. При нарасналото недоволство по време на службата, хората отказват да чуят съдържанието на патриаршеското послание. Венедикт отстъпва и нарежда да се довърши литургията на църковнославянски език вместо на гръцки и не споменава името на гръцкия патриарх. Венедикт е наказан от Патриаршията за тази му постъпка и е преместен като берски и негушки митрополит в Бер.

### Последни години
От 26 май 1869 година заема престола в Бер, на който остава до 26 април/2 май 1877 година, когато умира в Халкидон.
- Надписи от църкви с името на Венедикт Византийски
- „Свети Атанасий“ в Секирци, 2 май 1856 г.
- „Възнесение Господне“ в Долнени, 18 май 1857 г.
- „Свети Теодор Тирон“ в Дреновци, 7 септември 1857 г.
- „Свети Илия“ във Веселчани, 28 септември 1857 г.
- „Света Троица“ в Тройкърсти, 16 октомври 1857 г.
- „Света Троица“ в Ропотово, 1859 г.
- „Свети Никола“ в Зовик, 30 октомври 1862 г.
- „Свети Никола“ в Гнеотино, октомври 1862 г.
- „Света Неделя“ в Битоля, 13 октомври 1863 г.
- „Свети Димитър“ в Дуйне, 30 октомври 1864 г.